# Bad Axe
Bad Axe англ. здесь «Крутая гитара»  — студийный альбом Сона Силса, выпущенный в 1984 году в США. Альбом является лауреатом 6th Annual Blues Awards 1985 года в номинации «Альбом современного блюза» .

## Об альбоме
Альбом записывался на Streeterville Studios в Чикаго. Гостем записи выступил Билли Бранч, сыгравший на гармонике в песне «I Can Count On My Blues». Альбом записывался в две сессии, и аккомпанирующий состав в этих сессиях был разным. В названии альбома слово «Axe», буквально переводящееся как «топор», означает электрогитару, так музыканты часто называют свой инструмент.
Роберт Кристгау поставил альбому B+, сказав что: «Силс никогда не станет Мадди Уотерсом или Би Би Кингом, а его пятому альбому не хватает остроты предыжущих Midnight Son или Live and Burning. Но он настолько страстный мастер, что делает это различие проблематичным, и он не стоит на месте — на этот раз он поёт достаточно нежно, чтобы выдать эгоистично-сентиментальную „I Can Count on My Blues“. Что, полагаю, ему удаётся» . 

## Список композиций
| №  | Название                                           | Длительность |
| -- | -------------------------------------------------- | ------------ |
| 1. | «Don't Pick Me For Your Fool»                      | 4:17         |
| 2. | «Going Home (Where Women Got Meat On Their Bones)» | 3:48         |
| 3. | «Just About To Lose Your Clown»                    | 3:10         |
| 4. | «Cold Blood»                                       | 5:27         |
| 5. | Без названия                                       | 4:00         |

| №   | Название                     | Длительность |
| --- | ---------------------------- | ------------ |
| 6.  | «Out Of My Way»              | 4:32         |
| 7.  | «I Think You're Fooling Me»  | 3:52         |
| 8.  | «I Can Count On My Blues»    | 6:07         |
| 9.  | «Can't Stand To See Her Cry» | 4:01         |
| 10. | «Person To Person»           | 3:08         |

## Участники записи
- Сон Силс — гитара, вокал

- Карлос Джонсон — гитара (A1 — A4, B2, B3)
- Карл Снайдер мл. — клавишные (A5 — B1, B4, B5)
- Сид Уингфилд — клавишные (A1 — A4, B2, B3)
- Джонни Би Гейден — бас-гитара (A1 — A4, B2, B3)
- Ник Чарльз — бас-гитара (A5 — B1, B4, B5)
- Рик Ховард  — ударные  (A5 — B1, B4, B5)
- Вилли Хайс  — ударные  (A1 — A4, B2, B3)

Производство
- Брюс Иглауэр — продюсер
- Крис Гарланд — дизайн конверта
- Ксено — дизайн конверта
- Джастин Нильбанк — звукооператор
- Пол Наткин — фотография